# Derrima stellata
Derrima stellata är en fjärilsart som beskrevs av Walker 1857. Derrima stellata ingår i släktet Derrima och familjen nattflyn. Inga underarter finns listade i Catalogue of Life.